# Albert Jeanneret
Albert Jeanneret, né le 7 février 1886 à La Chaux-de-Fonds et mort en 1973 à Corseaux, est un musicien, compositeur et violoniste neuchâtelois. Il est le frère de Le Corbusier.

## Biographie
Albert Jeanneret débute par l'étude du violon et de l'harmonie avec Georges-Albert Pantillon à La Chaux-de-Fonds, avant de poursuivre sa formation chez Andreas Moser à la Königliche Hochschule de Berlin dès 1900.

En 1908, il obtient un premier prix de virtuosité dans la classe de Henri Marteau au Conservatoire de musique de Genève. À cette époque, Albert Jeanneret fonde une société de jeunes compositeurs dont font partie Jean Binet et Charles Faller. Il quitte Genève une année plus tard afin de suivre Émile Jaques-Dalcroze à Hellerau près de Dresde en Allemagne, et enseigne la rythmique dans l'institut que ce dernier développe. 

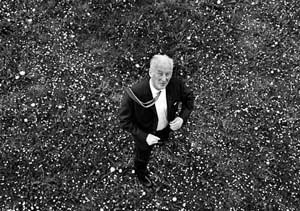
Albert Jeanneret par Erling Mandelmann, années 1960

Pendant la Première Guerre mondiale, il rentre en Suisse et fonde un quatuor à cordes, faisant par la même occasion découvrir la musique contemporaine aux habitants de La Chaux-de-Fonds. En 1919, à l'instigation de son frère, l'urbaniste Charles-Édouard Jeanneret-Gris, dit Le Corbusier, il entre à la Schola Cantorum de Paris comme professeur, puis ouvre sa propre école : l'École française de rythmique et d'éducation corporelle.
Albert Jeanneret rentre définitivement en Suisse en 1939, et s’installe dans la petite maison de Corseaux construite par son frère. Il enseigne la musique à Vevey où il travaille principalement avec des enfants, et enregistre pour Noël 1963 le disque La joie est la clé du bonheur avec l'orchestre d'enfants de la ville de Vevey.
Albert Jeanneret laisse plus de cent-cinquante compositions musicales. Un fonds Albert Jeanneret a été créé à la Bibliothèque cantonale et universitaire (Lausanne).

## Discographie
- 1963 - La Joie Est La Clef Du Bonheur (Philips 432.975 BE)[1]

## Sources
- « Albert Jeanneret », sur la base de données des personnalités vaudoises sur la plateforme « Patrinum » de la Bibliothèque cantonale et universitaire de Lausanne.
- Dictionnaire des musiciens suisses, Zurich, Atlantis Verlag, 1964, pp. 195-196
- Erling Mandelmann : le photographe, le musicien et l'architecte. Catalogue de l'exposition, 3 mai-29 septembre 2010, villa "Le Lac" Le Corbusier, Vevey, Éd. Castagnié, 2010